# Desmognathus conanti
Desmognathus conanti é um anfíbio caudado da família Plethodontidae. É endémica dos Estados Unidos da América.